# Felix O'Neille
Felix O'Neille (Irlanda, 1720 - Saragossa, 12 de juliol de 1792) fou un militar espanyol d'origen irlandès. Era fill de Catherine O'Neill, filla de Hugh O'Neill, rei de l'Ulster. Es casà amb Jacoba Ignacia Varela Sarmiento.
Ingressà a l'exèrcit Espanyol i va lluitar a les campanyes d'Itàlia. En 1745 va salvar la vida al pretendent Carles Eduard Stuart a la batalla de Culloden. Fet presoner pels britànics, fou condemnat a mort i empresonat durant 15 mesos al castell d'Edimburg. En 1779 va ascendir a tinent general. De 1774 a 1778 fou Capità general de Galícia i en 1784 va ser nomenat capità general d'Aragó i president de la Reial Audiència d'Aragó, càrrec que va ocupar fins a la seva mort. També fou temporalment Capità general de Catalunya.
Decidit impulsor dels avanços tècnics proposats per la Reial Societat Econòmica Aragonesa d'Amics del País, en fou el seu director en 1791 i 1792 Entre les seves intervencions destaquen el seu desig de millorar els vins aragonesos per exportar-los al País Basc, el seu suport a la difusió del carbó d'Utrillas com a combustible industrial i domèstic, i la seva resolta recomanació per convertir l'Escola de Dibuix en Reial Acadèmia. El seu biògraf Antonio Arteta de Monteseguro el qualifica com un home persuadit que l'agricultura era el ressort principal de les riqueses d'un país -i en la qual es fundava tot el seu poder sòlid i constant-, és a dir d'il·lustrat fisiòcrata.